# 세 얼간이
《세 얼간이》(힌디어: थ्री इडीयट्स, 영어: 3 Idiots)는 2009년에 제작된 인도의 코미디 영화이다.
2010년 필름패어 어워즈(Filmfare Awards)에서 감독상을 수상한 작품으로, 인도의 역대 영화 중 흥행 순위 1위며, 전 세계 수익에서도 1위라는 기록을 세운 작품이다. 세 얼간이는 인도 개봉 첫 주 190억원이라는 오프닝 스코어에다 총 흥행 수익 811억원으로 인도 역대 흥행 순위 1위에 올랐다.
영화는 『Five Point Someone: What not to do at IIT!』이라는 이름의 원작소설을 바탕으로 제작됐다. 이 소설은 인도에서 영어로 쓰여진 책 중 가장 많이 팔린 책으로 기록되었다.
원작소설의 작가 체탄 바갓은 1974년 인도에서 태어나 명문 대학인 인도 공과대학교 델리와 아마다바드 인도경영대학원을 졸업하였고, 작가, 칼럼니스트, 명연설가로 활동중이다. 2008년 뉴욕 타임스는 체탄 바갓을 “인도 역사상 가장 많이 팔린 영어 소설의 작가”로 소개했으며, 타임 매거진은 “세상에서 가장 영향력 있는 100인의 인물” 중 하나로 선정하기도 했다.
대한민국에서는 2010년 부천국제판타스틱영화제, 2011년 CGV 무비꼴라쥬 다문화영화제를 통해 영화가 공개되었고, 씨네마 드 마농㈜에서 수입하여 2011년 8월 18일 개봉예정으로 계획이 잡혔으나, 1일 앞당겨져서 2011년 8월 17일부터 공개되었다. 불법 다운로드 사이트에서 영화는 164분 버전으로 유통되었으나, 정식 극장 공개에서는 오리지널 영화가 아닌 인도 제작사가 만든 120분짜리 인터내셔널 버전에 제작사와 협의하여 약 20분을 추가한 141분으로 상영되었다. 영화의 잦은 뮤지컬장면 과정은 대한민국의 국내 정서에 부적합하다고 판단하여 상당부분 압축, 삭제되었다.

## 줄거리
40만 명이 지원해 단 200명만이 합격하는 인도의 명문대학 ICE. 이곳에 세 명의 신입생이 들어오게 된다. 아버지가 정해준 직업 공학자가 되기 위해 좋아하던 사진 찍는 일마저 뒤로 하고 공대에 합격한 파르한, 병든 아버지와 혼인자금이 없어서 결혼을 못하고 있는 누나 때문에 반드시 대기업에 취직해 가족들을 부양해야 하는 라주. 입학 첫날부터 신고식이란 명목으로 후배들을 못살게 구는 선배들을 기막힌 방법으로 골탕먹인 미스터리한 공학천재 란초. 기숙사 룸메이트가 되면서 절친한 삼총사가 된 세 사람. 란초는 고정관념에 사로잡혀있는 두사람을 바꾸어나가기 시작했고 두사람 역시 란초의 조언에 힘입어 그간의 잘못된 생각들을 버리고 달라지기 시작한다.
ICE의 총장 비루는 입학식날부터 자신의 말에 한마디도 안지고 따지는 란초를 '시건방진 놈'이라고 여기며 매우 싫어했고 그와 함께다니는 파르한과 라주네 집에 두 아이가 란초때문에 성적이 떨어지고 있다는 편지까지 써보내는 유치찬란한 행각까지 벌인다. 그러나 임신한 큰딸 모나의 양수가 터진 날, 하필 비가 억수같이 쏟아지는 바람에 구급차가 출동하지 못해 오도가도 못하고 쩔쩔매던 도중 거짓말처럼 평소에 그렇게 업신여기고 깔보던 라주와 파르한, 란초와 마주한다. 모나가 힘을 주지 못하고 기절하자, 란초, 파르한, 라주는 그동안 쌓아 왔던 공학 실력을 발휘해 청소기로 전공 컵을 만들어 마침내 분만을 성공시켰다. 이로 인해, 란초의 정성과 용기, 천재성을 알아본 비루 교수는 32년 동안 물려주지 못한 우주에서 쓴다는 펜을 란초에게 물려주고 훌륭한 제자, 피아의 남편이자 사위로 인정한다.  그 후 졸업식을 하게 되는데, 란초는 졸업장을 받고 행방불명이 되었다.
그로부터 약 4년 뒤, 파르한은 라이벌인 '차투르'에게 란초를 찾았다는 전화를 받고 라주를 불러 어느 저택으로 향하지만, 그가 찾는 란초와는 전혀 다른 사람이었다 사실, 란초는 다른 사람인 척을 하여 학위만 취득하는 역할을 했던 것이었다. 그렇지만 당연히 ICE에서 배운 것이 많았기에, 그는 시골 지역에 대안학교를 설립함과 동시에 수백 가지 특허를 낸 과학자가 되었고, 그렇게 란초와 친구들은 서로 재회하게 된다.

## 출연
- 란초다스 샤말다스 찬차드(배우: 아미르 칸)

영화의 주인공. 통칭 란초. 공학을 애인이라고 여길 정도로 공학에 대한 사랑이 남다른 공대생. 입학 첫날부터 신고식이란 명목으로 신입생들에게 망신을 주는 선배들을 기막힌 방식으로 골탕먹이며 유명인사가 됐고 이후에는 정해진 지식을 무작정 외우게만 하는 학교의 교육방식이 마음에 들지않아 교수님들에게 몇번이나 입바른 소리를 이야기를 했다 쫓겨나는게 일상이 됐다. 특히 비루 총장과는 날마다 트러블을 일으키는 바람에 문제아 낙인이 찍힌다.
- 파르한 쿠레쉬(배우: R. 마드하반)

영화의 화자. 야생동물 사진 찍는 일에 관심이 많았지만 엄격한 아버지의 강요로 관심도 없는 공대를 진학한 파파보이. 작중에서도 아버지의 말에 한마디도 반박하지 못한다. 하지만 란초의 가르침을 얻고는 처음으로 용기를 내어 공학보다는 사진찍는게 하고싶다며 당당하게 이야기 한다. 이후에는 유명 사진작가로부터 조수로 채용하고 싶다는 연락이 오는등 자신이 하고싶던 분야에서 꽤나 큰 성공을 거둔다.
- 라주 라스토기(배우: 샤르만 조시)

란초와 파르한의 친구. 오래전, 사고로 전신이 마비된 아버지, 결혼자금이 없어 결혼을 못하는 누나, 집안이 기울어져 잘나가는 교사를 그만두고 허드렛일을 하느라 불평불만을 입에 달고사는 어머니. 하루아침에 청년가장이 되어 무조건 대기업에 취직해야 하는 압박감에 시달리고 있다. 그래서 자신의 실력을 믿지못한채 맹목적으로 신만 믿게 되지만 역시나 란초의 가르침을 얻은후에는 그간의 맹목적인 믿음을 모두 버리고 자신감을 얻었고 졸업후에는 결혼도 하는등 여러모로 성공했다.
- 비루 사하스트라부띠(배우: 보만 이라니)

영화의 배경이 되는 임페리얼 공과대학(ICE)의 총장. 인생은 레이스와 같다는 말을 입에 달고사는 전형적인 취업 위주 교육 시스템의 선구자. 그래서인지 자신의 말에 한마디도 안 지고 덤벼드는 란초를 매우 못마땅하게 여긴다. 그래서 란초와 같이 다니는 파르한과 라주의 부모에게 두 아이가 란초때문에 성적이 떨어지고 있다는 편지까지 써보낼 정도였다. 하지만 영화 후반, 양수가 터져 생명이 위태로워진 큰딸 모나의 출산을 무사히 도와주는걸 보고는 그간의 잘못된 생각도 버리고 란초를 제자로 인정한다.
- 차투르 라말링감(배우:  오미 베이디아)

란초, 라주, 파르한의 대학동기. 동기들에게서 통하는 별명은 소음기. 교육에 대한 철학은 비루와 거의 다를바 없으며 뜻은 이해하지 않는 주입식 암기를 하는 것이 특징이다. 이 때문에 스승의 날 개회연설때 뜻도 모르는 힌디어로 연설을 했다 망신을 당했다. 란초와 파르한이 짜고 연설문 내용을 이상하게 바꿔놓았기 때문이다. 이미 그전부터 란초에게 당한 것이 많았던 찰나 이를 알고는 완전히 뚜껑이 열려 10년뒤 누가 더 성공해있을지 보자며 내기를 걸었다.
- 만모한(배우: 라훌 쿠마르)

임페리얼 공대 잡역부. 돈을 받고 짐나르기 같은 잔심부름을 해준다. 이름보다는 본명의 축약형인 '밀리미터'로 불린다. 자세한 사정은 나오지 않았지만 언급을 보아 집이 어려워 학업을 중단한듯 하다. 10년후에는 란초의 조수가 된다.
- 조이 로보

란초처럼 공학에 대한 열정이 남달랐던 공대생. 졸업과제로 무선카메라가 달린 RC헬리콥터를 만들었지만 기한일을 넘겨 졸업을 못하게 됐고 아버지의 면전앞에서 총장에게 거절당하자 엄청난 충격을 받는다. 이후 충격에서 헤어나오지 못한 그는 결국 기숙사 방 안에서 스스로 목을 매고 만다. 영화상 매우 중요한 역할을 하는 인물이지만 국내 개봉판에서는 대략적인 편집이 가해져 아예 조이라는 인물이 통째로 사라졌다.
- 피아 사하스트라부띠

비루 교수의 둘째딸이자 산부인과 의사. 모나의 동생. 수하스라는 부잣집 도련님과 약혼한 사이. 하지만 약혼남이 인생을 계산서로 여길 정도로 돈에만 집착한다는걸 깨닫고는 변심해서 헤어졌다. 처음에는 자신을 귀찮게 하는 란초를 매우 싫어했지만 친구에 대한 우정이 남다른 그의 면모를 보고는 조금씩 생각을 바꿔나갔고 나중에는 자신도 란초에게 반하게 된다. 하지만 란초는 대학을 졸업하자마자 연락을 끊어버렸고 결국 예전의 다시 수하스와 결혼을 하려 하다 소식을 듣고 달려온 파르한과 라주에게 제지당한다. 그 후, 매우 유명한 공학자 겸 선생님이 된 란초를 만나 키스를 하며 결혼을 약속한다.
- 모나 사하스트라부띠

비루 교수의 장녀이자 피아의 언니. 산후조리를 위해 친정에 머물고 있는 것으로 보인다. 동생의 사랑을 적극적으로 지지해주고 있으며 출산예정일이 코앞으로 다가온 만삭이다. 양수가 터진날, 억수같이 쏟아져 내리는 비 때문에 병원이송도 못하고 쩔쩔매던 그때 란초를 비롯한 임페리얼 공대생들의 도움으로 무사히 순산했다.

## 대한민국 수출
- 개봉: 2011년 8월 17일
- 등급: 12세관람가
- 시간: 141분
- 수입: 씨네마드마농㈜
- 배급: 씨제이이앤앰 주식회사(필라멘트 픽쳐스 명의)
- 공동제공: ㈜엣나인필름(AT9㈜씨에이엔 명의)
- 홍보: 영화사하늘
- 온라인 홍보: ㈜클루시안
- 저작권 보호 대행: ㈜라온컴퍼니, 엠바로㈜, ㈜미디어이야기, 씨제이이앤앰 주식회사

### 한국판 성우진(MBC)
- 표영재 - 란초(아미르 칸)
- 전수빈 - 파르한(R. 마드하반)
- 류승곤 - 라주(셔먼 조쉬)
- 문남숙 - 피아(카리나 카푸르)
- 황일청 - 비루 사하스트라부떼(보만 이라니)
- 김기철 - 차투르(오미 베이디아)
- 정재헌 - 밀리미터(라훌 쿠마르/두시얀트 와그)
- 전임복 - 파르한의 엄마(파리다 다디) / 피아의 언니(모나 싱)
- 황윤걸 - 파르한의 아버지(파릭싯 사흐니)
- 최상기 - 코빈드(라젠드라 팻워단)
- 이병식 - 대학 교수(아크윳 폿다르) / 면접관(자얀트 크리팔라니)
- 김호성 - 수하스(산자이 라폰트) / 대학 선배(히티시 탁)
- 김동현 - 대학 선배(라지브 라빈드라나단)
- 양준건 - 운전기사(다르앤드라 부지)
- 조현정 - 라주의 누나(차이탈리 보스)
- 이민하 - 라주의 엄마(아마르딥 자)